# Rebelión del Rand
La Rebelión del Rand (en afrikáans: Rand-rebellie), también llamada Huelga de 1922, fue un levantamiento armado de mineros blancos en la región de Witwatersrand en Sudáfrica, que comenzó en diciembre de 1921 y terminó en marzo de 1922.

## Historia

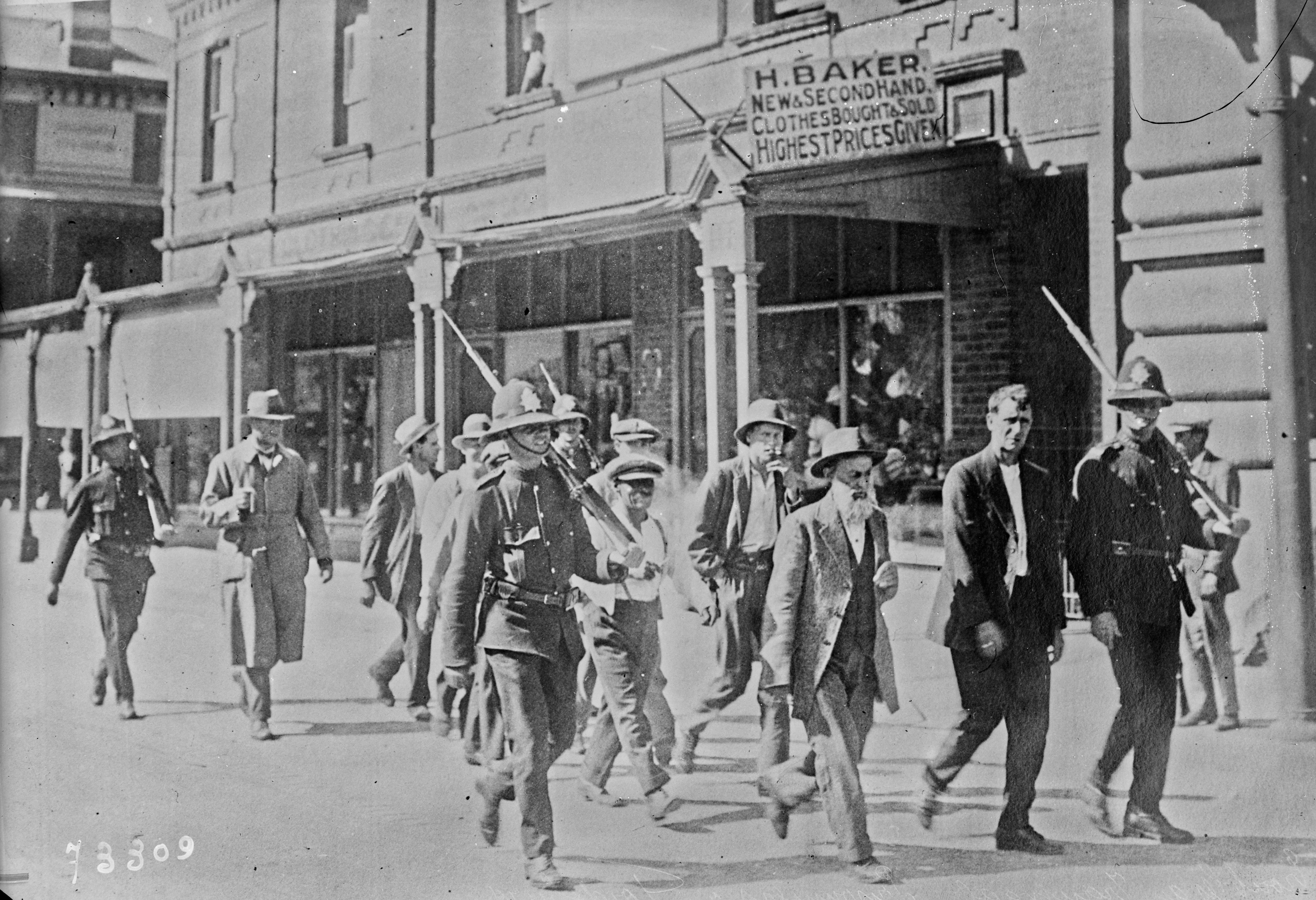
Huelguistas hechos prisioneros en Fordsburg, un suburbio de Johannesburgo, por la Fuerza de Defensa de la Unión, durante la rebelión de Rand.

El origen de la rebelión estaba en que, tras una caída en el precio mundial del oro de 130 chelines (£6 10s) por onza troy fina en 1919 a 95s / oz (£ 4 15s) en diciembre de 1921, las empresas mineras intentaron recortar sus costos operativos reduciendo los salarios y reduciendo requisitos raciales para promocionar la incorporación de mineros negros a puestos calificados y administrativos. Jimmy Green, un destacado político del Partido Laborista, fue uno de los líderes de la huelga.
La rebelión comenzó como una huelga de mineros blancos el 28 de diciembre de 1921 y poco después se convirtió en una rebelión abierta contra el Estado. Al poco tiempo, los trabajadores huelguistas, que se habían armado, tomaron las ciudades de Benoni y Brakpan, así como los suburbios Fordsburg y Jeppe en Johannesburgo .
El recientemente creado Partido Comunista de Sudáfrica (CPSA) participó activamente en la sublevación por motivos de su lucha de clases, a la vez que se opusieron a los aspectos racistas de la huelga, al igual que los sindicalistas. El aspecto racista estaba consagrado en la consigna: "¡Trabajadores del mundo, únanse y luchen por una Sudáfrica blanca!", así como por varios linchamientos de negros.
Varios líderes comunistas y sindicalistas, incluidos los promotores de la huelga Percy Fisher y Harry Spendiff, fueron asesinados cuando las Fuerzas de Defensa de la Unión aplastaron la rebelión. Según estas mismas, la rebelión fue sofocada por "una considerable potencia de fuego militar y al costo de más de 200 vidas".
El primer ministro Jan Smuts aplastó la rebelión al desplegar más de 20.000 soldados, que equipaban una considerable carga de artillería y carros de combate. Después de que los rebeldes hubieran cavado trincheras en Fordsburg Square, la Fuerza Aérea Sudafricana intentó bombardearlos, pero fallaron y destruyeron una iglesia local. Pese a todo, los bombardeos finalmente aplastaron la rebelión. El papel del teniente coronel Llewellyn Andersson en la creación de la Fuerza de Defensa de la Unión fue fundamental para aplastar la rebelión.
Las acciones de Smuts provocaron un terremoto político, razón por la cual en las elecciones de 1924, su partido, el Partido Sudafricano, perdió ante una coalición entre el Partido Nacional y el Partido Laborista. Ellos reintrodujeron la Ley de Conciliación Industrial de 1924, la Ley de Salarios de 1925 y la Ley de Enmienda de Minas y Obras de 1926, las cuales reconocieron los sindicatos y reforzaron los requisitos y barreras raciales. Por instrucciones directas de la Comintern, y como consecuencia de la rebelión, el CPSA cambió su actitud hacia la clase trabajadora blanca y adoptó una nueva política de "República Nativa".

## En la cultura popular
Una serie de televisión en 8 episodios producida por la South African Broadcasting Corporation en 1984 y titulada 1922, cuenta este episodio de la historia de Sudáfrica.